# Список об'єктів Світової спадщини ЮНЕСКО в Уругваї
В списку об'єктів Світової спадщини ЮНЕСКО в Уругваї налічується 2 найменування (станом на 2020 рік).
| № | Зображення | Назва                   | Місцеположення          | Час створення | Час внесення до списку | №                                                   | Критерії |
| - | ---------- | ----------------------- | ----------------------- | ------------- | ---------------------- | --------------------------------------------------- | -------- |
| 1 |            | Колонія-дель-Сакраменто | Колонія-дель-Сакраменто | 1680          | 1995                   | 747 [Архівовано 24 грудня 2018 у Wayback Machine.]  | iv       |
| 2 |            | Завод Англо             | Фрай-Бентос             | 1859, 1924    | 2015                   | 1464 [Архівовано 24 грудня 2018 у Wayback Machine.] | iv       |